# Benito van de Pas
Benito van de Pas (Tilburg, 18 januari 1993) is een Nederlands professioneel darter die uitkwam voor de PDC.

## Carrière

### BDO-carrière

#### 2011
Van de Pas zijn eerste grote wapenfeit was het halen van de halve finale van het PDC jeugd WK in 2011. In april van datzelfde jaar boekte Van de Pas zijn eerste internationale zege met de winst van het German Open. In december maakte Van de Pas zijn debuut op televisie door zich te kwalificeren voor de Zuiderduin Masters. Hier verloor hij zijn eerste wedstrijd met 5-3 van Jan Dekker, waarna een 5-4 overwinning op Tony West niet meer voldoende bleek om de poule door te komen.

#### 2012
In januari 2012 maakte Van de Pas ook zijn debuut op Lakeside, het officieuze WK van de BDO. Hier speelde hij in de eerste ronde tegen Alan Norris. In een spannende wedstrijd trok Norris uiteindelijk nipt met 3-2 aan het langste eind. Van de Pas nam ook deel aan de Winmau World Masters, waar hij bij de laatste 16 met 3-2 werd verslagen door Stephen Bunting. Daarnaast won hij met het Nederlandse team het teamevent van de Europe Cup. Op de Zuiderduin Masters werd Van de Pas opnieuw in de poule uitgeschakeld. Hij verloor zijn eerste wedstrijd met 5-1 van Rick Hofstra, waarna hij nog wel won van James Wilson met 5-1 in zijn tweede partij.

#### 2013
Van de Pas wist zich ook te plaatsen voor de Lakeside van 2013, waar hij opnieuw de eerste ronde niet wist te overleven door met 3-2 te verliezen van Darryl Fitton. Van de Pas was wel succesvol in mei door een van de PDC Challenge Tour toernooien te winnen. Op de Winmau World Masters verloor hij bij de laatste 32 van Gary Robson met 3-1. Op de Zuiderduin Masters overleefde Van de Pas de poulefase na overwinningen op Remco van Eijden en Martin Atkins, waarna hij in de kwartfinale met 3-0 verloor van Stephen Bunting.

#### 2014
In januari 2014 kwam Van de Pas voor de derde keer in actie op het BDO WK. Nadat hij in de twee voorgaande edities in de eerste ronde sneuvelde, verloor hij hier opnieuw. Ditmaal was het zijn landgenoot Jan Dekker die te sterk was.
Enkele dagen na zijn verloren wedstrijd maakte Van de Pas bekend de overstap naar de PDC te gaan maken.

### PDC-carrière

#### 2014
Na de bekendmaking van zijn overstap nam Van de Pas deel aan de Qualifying School. Hier waren vier dagen lang tourkaarten te vergeven voor deelname aan de PDC Pro Tour. Al op de eerste dag wist Van de Pas deze toerkaart te bemachtigen. 
Vervolgens speelde Van de Pas de zes UK Open Qualifiers, waarin hij zich wist te kwalificeren voor de UK Open. Op het hoofdtoernooi wist hij de eerste en tweede ronde te winnen, waarna hij in de derde ronde werd uitgeschakeld na een 9-3 nederlaag tegen de ervaren Paul Hogan.
Vanaf mei wist Van de Pas echt in het oog springende resultaten te behalen. Zo kwam hij zelfs tot een kwartfinale en een halve finale op de Pro Tour. Daarnaast versloeg hij de toenmalige wereldkampioen Michael van Gerwen op een van de Euro Tour toernooien. Door deze goede resultaten plaatste hij zich al voor twee grote televisietoernooien: het European Championship en de Players Championship Finals. Op het EK verloor Van de Pas in de eerste ronde met 6-5 van Peter Wright, nadat hij in de beslissende leg één matchdart had gemist. Op de Players Championship Finals ging hij in de eerste ronde met 6-2 onderuit tegen diezelfde Peter Wright.
In december mocht Van de Pas ook debuteren op het wereldkampioenschap van de PDC. Hier zorgde hij in de eerste ronde voor een verrassing door met 3-2 te winnen van de nummer 23 geplaatst Paul Nicholson. In de tweede ronde verbaasde Van de Pas opnieuw door nu zelfs de als achtste geplaatste Dave Chisnall naar huis te sturen. In de derde ronde werd hij vervolgens met 4-0 verslagen door Robert Thornton.

#### 2015
In maart 2015 speelde Van de Pas de UK Open, waar hij in de derde ronde instroomde. Hier boekte hij een 5-2 overwinning op landgenoot Jeffrey de Zwaan, waarna hij opnieuw in de derde ronde werd uitgeschakeld. In juni was Van de Pas succesvol op de vijfde Euro Tour door hier de finale bereiken. Op weg naar de finale versloeg Van de Pas onder andere Michael van Gerwen en Kim Huybrechts, waarna hij in de eindstrijd met 6-3 verloor van Michael Smith. In het achtereenvolgende weekend kwam Van de Pas wel tot toernooiwinst door een van de Development Tour-toernooien te winnen.
In juli maakte Van de Pas zijn debuut op de World Matchplay, waar hij in de eerste ronde met 10-4 werd geklopt door Michael van Gerwen. Ook kwalificeerde hij zich voor de World Grand Prix. Hier gaf hij in de eerste ronde een 1-0 set voorsprong uit handen en verloor met 2-1 van Kim Huybrechts. Op de voorlaatste Pro Tour van het jaar haalde Van de Pas de finale, waarin Peter Wright nipt met 6-5 te sterk was. Op het EK ging hij in de eerste ronde met 6-5 onderuit tegen Adrian Lewis. In november won Van de Pas het sterk bezette The Hague Championship. Van de Pas kreeg daarnaast een invitatie voor de World Series Finals, waar hij in de eerste ronde met 6-4 van Jamie Lewis verloor. Van de Pas was wel succesvol op de Players Championship Finals door het hier tot de kwartfinale te schoppen. Na een 6-4 overwinning op Stephen Bunting in de eerste ronde, versloeg Van de Pas in de tweede ronde op grootse wijze James Wade. Met finishes een indrukwekkend rijtje aan finishes, 67% op de dubbels en ruim 105 gemiddeld liet Van de Pas nagenoeg niks heel van Wade. In de kwartfinale moest hij met 10-5 zijn meerdere erkennen in Daryl Gurney.
In december maakte Van de Pas zijn tweede opwachting op het PDC WK. Hij begon met 3-1 overwinning tegen Max Hopp in de eerste ronde. In de tweede ronde trof hij de jonge Belg Dimitri van den Bergh als opponent. Van de Pas kwam in deze partij op een 2-1 achterstand, maar hij wist de wedstrijd om te kantelen en met 4-2 te winnen. Hierdoor wist Van de Pas de derde ronde te bereiken, waarin hij kansloos met 4-0 verloor van Michael Smith.

#### 2016
Tijdens het eerste weekend van maart was Van de Pas actief op de UK Open, zijn eerste belangrijke toernooi van 2016. Hier startte hij met een 9-7 overwinning op Mervyn King in de derde ronde, waarna Van de Pas een ronde later Simon Whitlock met 9-3 versloeg. Vervolgens werd Van de Pas in de vijfde ronde uitgeschakeld na een 9-2 nederlaag tegen Kyle Anderson. In het tweede weekend van april stond er in Barnsley een Players Championship-weekend op het programma. Hier wist Van de Pas de finale te bereiken van het derde Players Championship, waarin hij met 6-3 van Michael van Gerwen verloor. Een dag later wist Van de Pas ook in de finale te komen van Players Championship 4, waarin hij opnieuw tegen Van Gerwen moest aantreden. Van de Pas wist ditmaal de rollen om te draaien door in een hoogstaande finale met 6-5 van Van Gerwen te winnen. Hiermee pakte Van de Pas tevens zijn eerste PDC-titel, nadat hij zijn vier voorgaande finales had verloren. Een maand later pakte Van de Pas ook zijn tweede PDC toernooizege door opnieuw een Players Championship te winnen. Van de Pas won ditmaal het negende toernooi door in de finale met 6-0 te winnen van Joe Cullen.
Van de Pas speelde in juli de World Matchplay en nam het hier in de eerste ronde op tegen Dave Chisnall. Tot 7-7 ging deze wedstrijd gelijk op, waarna Chisnall drie legs op rij won. In oktober was Van de Pas actief op de World Grand Prix. In de eerste ronde versloeg hij vrij eenvoudig Gerwyn Price met 2-0 en in de tweede ronde versloeg Van de Pas ook Terry Jenkins (3-1). Vervolgens verloor hij in de kwartfinale met 3-0 van Raymond van Barneveld.

#### 2017
Van de Pas kwam op het WK 2017 voor het derde jaar op rij tot de derde ronde. Hierin werd hij ditmaal met 2-4 uitgeschakeld door titelverdediger Gary Anderson.

## Prestatietabel

### BDO-toernooien
| Toernooi               | 2011 | 2012 | 2013 | 2014 |
| ---------------------- | ---- | ---- | ---- | ---- |
| BDO World Championship | GD   | 1R   | 1R   | 1R   |
| World Masters          | 1R   | 6R   | 5R   | GD   |
| Zuiderduin Masters     | RR   | RR   | KF   | GD   |

### PDC-toernooien
| Toernooi                     | 2014 | 2015 | 2016 | 2017 | 2018 | 2019 | 2020 |
| ---------------------------- | ---- | ---- | ---- | ---- | ---- | ---- | ---- |
| PDC World Darts Championship | GD   | 3R   | 3R   | 3R   | 1R   | 4R   | 2R   |
| The Masters                  | GD   | GD   | GD   | 1R   | 1R   | GD   | GD   |
| UK Open                      | 3R   | 3R   | 5R   | 4R   | 2R   | 4R   | 3R   |
| Premier League Darts         | GD   | GD   | GD   | GD   | GD   | GD   | GD   |
| World Cup of Darts           | GD   | GD   | GD   | GD   | GD   | GD   | GD   |
| World Matchplay              | GD   | 1R   | 1R   | 1R   | GD   | GD   | GD   |
| World Grand Prix             | GD   | 1R   | KF   | KF   | GD   | GD   | GD   |
| European Darts Championship  | 1R   | 1R   | 1R   | 2R   | GD   | GD   | GD   |
| Grand Slam of Darts          | GD   | GD   | 2R   | GD   | GD   | GD   | GD   |
| World Series of Darts Finals | NG   | 1R   | KF   | GD   | GD   | GD   | GD   |
| Players Championship Finals  | 1R   | KF   | 1R   | 1R   | 1R   | GD   | GD   |
| PDC Order of Merit           | 42   | 22   | 15   | 13   | 13   |      |      |

| Prestatietijdlijn legenda | Prestatietijdlijn legenda   | Prestatietijdlijn legenda | Prestatietijdlijn legenda                                                          | Prestatietijdlijn legenda | Prestatietijdlijn legenda |
| ------------------------- | --------------------------- | ------------------------- | ---------------------------------------------------------------------------------- | ------------------------- | ------------------------- |
| NG GD                     | Niet gehouden Geen deelname | #R                        | Verlies in een ronde voor de kwartfinales (WR = Wildcardronde, RR = "Round robin") | KF                        | Verlies in de kwartfinale |
| HF                        | Verlies in de halve finale  | F                         | Verlies in de finale                                                               | W                         | Wint het toernooi         |

## Resultaten op Wereldkampioenschappen

### BDO
- 2012: Laatste 32 (verloren van Alan Norris met 2-3)
- 2013: Laatste 32 (verloren van Darryl Fitton met 2-3)
- 2014: Laatste 32 (verloren van Jan Dekker met 0-3)

### WDF
- 2013: Laatste 16 (verloren van Alan Soutar met 3-4)

### PDC
- 2015: Laatste 16 (verloren van Robert Thornton met 0-4)
- 2016: Laatste 16 (verloren van Michael Smith met 0-4)
- 2017: Laatste 16 (verloren van Gary Anderson met 2-4)
- 2018: Laatste 64 (verloren van Steve West met 1-3)
- 2019: Laatste 16 (verloren van Brendan Dolan met 1-4)
- 2020: Laatste 64 (verloren van Max Hopp met 2-3)

### PDC World Youth Championship
- 2011: Halve finale (verloren van Michael van Gerwen met 1-4)
- 2014: Laatste 64 (verloren van Jimmy Hendriks met 4-6)
- 2015: Laatste 16 (verloren van Roxy-James Rodriguez met 3-6)
- 2017: Laatste 64 (verloren van Jeffrey de Zwaan met 5-6)

## Resultaten op de World Matchplay
- 2015: Laatste 32 (verloren van Michael van Gerwen met 4-10)
- 2016: Laatste 32 (verloren van Dave Chisnall met 7-10)
- 2017: Laatste 32 (verloren van Daryl Gurney met 9-11)